# La Fresneda (Teruel)
La Fresneda (la Freixneda en catalán) es un municipio y villa de España, perteneciente a la provincia de Teruel, en la comunidad autónoma de Aragón. El término municipal, ubicado en la comarca del Matarraña, tiene una población de 459 habitantes (INE 2024).

## Geografía
La superficie del municipio es de 39,49 km². Por la izquierda del territorio discurre el río Matarraña y por medio el arroyo del barranco de los Canales. La máxima altitud es de 706 m al suroeste y la mínima los 420 m del cauce del río Matarraña. Limita con los términos municipales de Valjunquera, Valdeltormo, Torre del Compte, Valderrobres, La Portellada y Fórnoles. El paisaje está salpicado por olivos, almendros, pinares y campos de cereales.

## Historia
Los primeros asentamientos humanos en esta zona son de la Edad de Bronce. Entre los restos prehistóricos hallados, abundan las muestras de geometría sagrada y de astronomía en la montaña de Santa Bárbara, cerro sagrado en épocas prehistóricas. Son varios los tipos de signos excavados en la roca como un tridente y un personaje astral, que consiste en una figura masculina de 85 cm de longitud con los brazos abiertos. A esta figura se la conoce como “el primer fresnedino” y es el símbolo de la villa.
Se han encontrado restos iberos en Els Gallipons, cerca de la conexión de la Vall del Ferro con el río Matarraña. Es un lugar estratégico para controlar la zona. El historiador Amador Rebullida  trabajó en excavaciones arqueológicas e investigaciones durante más de 30 años. Parte de lo descubierto, cerámicas o pesas de telar, se encuentran en el museo municipal.
La villa fue conquistada en 1170 por Alfonso II y formó parte de la vasta donación que el monarca hizo a la orden de Calatrava. El 14 de diciembre de 1283, por documento firmado en Zaragoza, el rey Pedro III concedió a la Fresneda el título de villa. Tras la muerte de Carlos de Viana, en julio de 1462, el comendador de La Fresneda, con la ayuda de los vecinos del lugar, atacó la villa de Calaceite, partidaria del príncipe. Aquel mismo año las encomiendas de Monrroyo y La Fresneda combatieron junto a las fuerzas de Juan II contra las tropas de Tortosa establecidas en Cretas. En 1643, durante la guerra de los Segadores, las tropas sublevadas contra la Corona, sitiaron la Fresneda. Durante la guerra de Sucesión, en 1706, la villa estuvo en manos del ejército que apoyaba a la Casa de Austria (pretendiente Carlos de Austria) contra los borbones de Felipe V.
Durante la primera guerra carlista, el general carlista Cabrera se apoderó de La Fresneda. A finales de 1839, Cabrera, antes de abandonar La Fresneda, ordenó destruir el castillo y edificios fortificados con objeto de evitar su uso por su enemigo, los partidarios de la regente, María Cristina de Borbón. 
A mediados del siglo XIX, según el diccionario Geográfico Estadístico de Madoz, el lugar contaba con una población censada de 1635 habitantes.
En 1911 se constituyó el Centro Republicano de La Fresneda y cinco años más tarde se creó el Centro Obrero, adherido primero al PSOE y después independiente. Los propietarios de tierras, por su parte, fundaron el Sindicato Católico Agrícola para hacer frente a la agrupación obrera. En 1918 se iniciaron las obras de construcción del Hogar de la Juventud Fresnedina. En 1923 el Centro Obrero fue clausurado por orden gubernativa y no se volvió a abrir hasta 1925. En 1929 se creó, dentro del Centro Obrero, el grupo artístico. Ya en la Segunda República, en 1931, el Centro Obrero quedó en manos de la CNT. Tras el estallido libertario de 1933, el 8 de diciembre, el local fue saqueado y quedó maltrecho. En 1936, cuando la sublevación militar contra la república, La Fresneda cayó en el lado gubernamental y se constituyó un comité revolucionario. Este decretó la colectivización de las tierras y la abolición de la moneda estatal, que fue sustituida por una moneda local. La guerra civil terminó con el triunfo del general Franco con cuyo régimen volvió la normalidad a la población. Sin embargo muchos fresnedinos se vieron obligados a emigrar, unos huyendo de la represión y otros por necesidad económica. No obstante, la oposición al nuevo régimen siguió con la actividad guerrillera del (maquis) en la comarca, y en el periodo 1939-1947.

## Demografía
La Fresneda cuenta con una población de 459 habitantes (INE 2024).
| Gráfica de evolución demográfica de La Fresneda entre 1842 y 2021 |
| |
| Población de derecho según los censos de población del INE Población de hecho según los censos de población del INEEntre el censo de 1981 y el anterior, crece el término del municipio porque incorpora a 44105 (Fornoles) Entre el censo de 1991 y el anterior, disminuye el término del municipio porque independiza a 44105 (Fornoles) |

## Administración y política

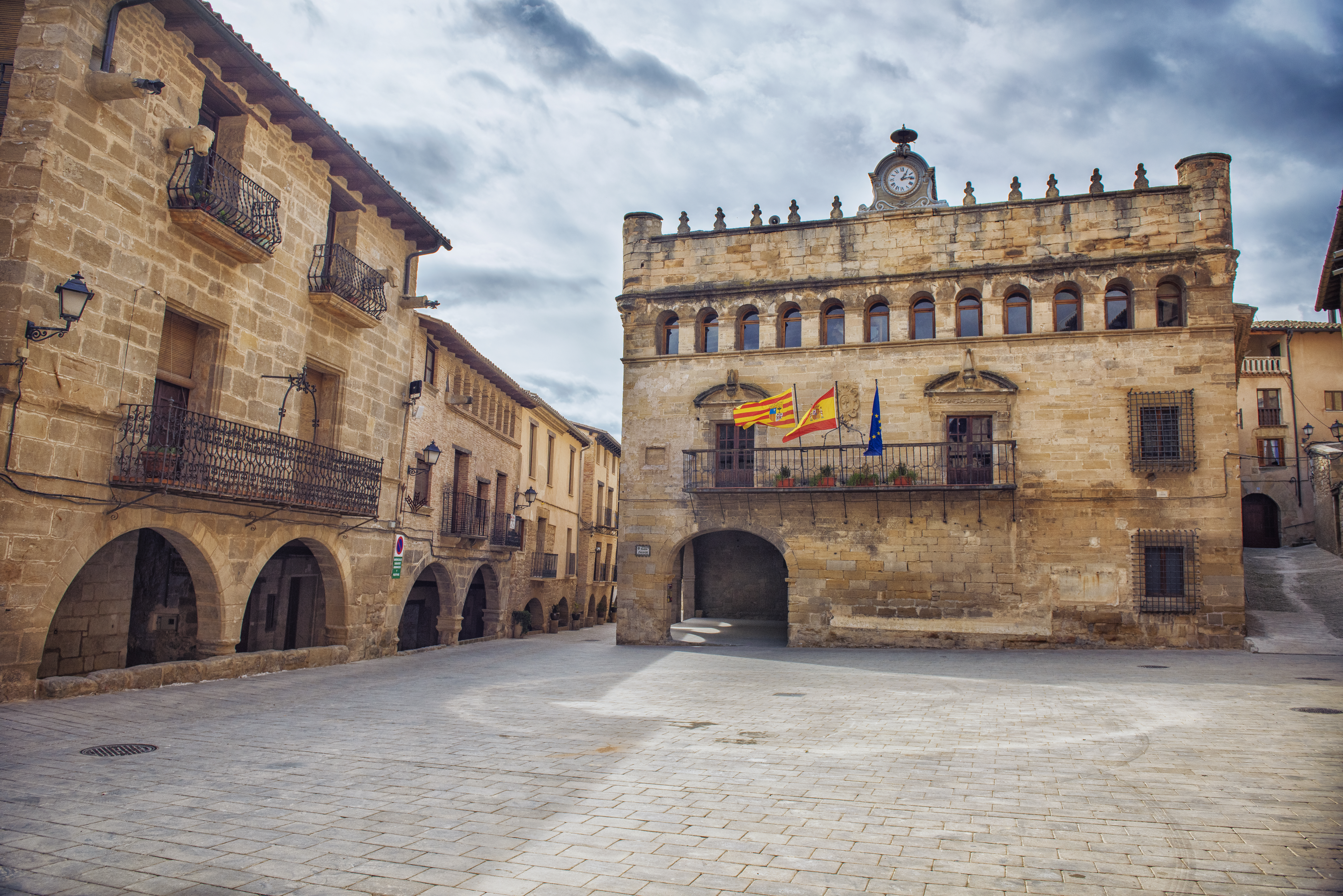
Casa consistorial

| Período   | Alcalde                   | Partido | Partido |
| --------- | ------------------------- | ------- | ------- |
| 1979-1983 | Jaime García Bayod        | UCD     |         |
| ...       |                           |         |         |
| 1991-1995 | Antonio Alguero Roca      | PP      |         |
| 1995-1999 | Antonio Alguero Roca      | PP      |         |
| 1999-2003 | Antonio Alguero Roca      | PP      |         |
| 2003-2007 | Antonio Alguero Roca      | PP      |         |
| 2007-2011 | Antonio Alguero Roca      | PP      |         |
| 2011-2015 | José Ramón Gimeno Aguilar | PAR     |         |
| 2015-2019 | José Ramón Gimeno Aguilar | PAR     |         |
| 2019-2023 | Frederic Fontanet Alcina  | PP      |         |
| 2023-     | José Ramón Gimeno         | TE      |         |

| Partido político    | Partido político                                   | 2003   | 2007   | 2011   | 2015   | 2019   |
| Partido político    | Partido político                                   | Ediles | Ediles | Ediles | Ediles | Ediles |
|                     | Partido Popular de Aragón (PP)                     | 5      | 4      | 3      | 3      | 3      |
|                     | Partido Aragonés (PAR)                             | —      | 1      | 2      | 3      | 3      |
|                     | Partido de los Socialistas de Aragón (PSOE-Aragón) | 2      | 2      | 2      | 1      | 1      |
| Total de concejales | Total de concejales                                | 7      | 7      | 7      | 7      | 7      |

## Patrimonio
- Casa consistorial (siglo XVI).

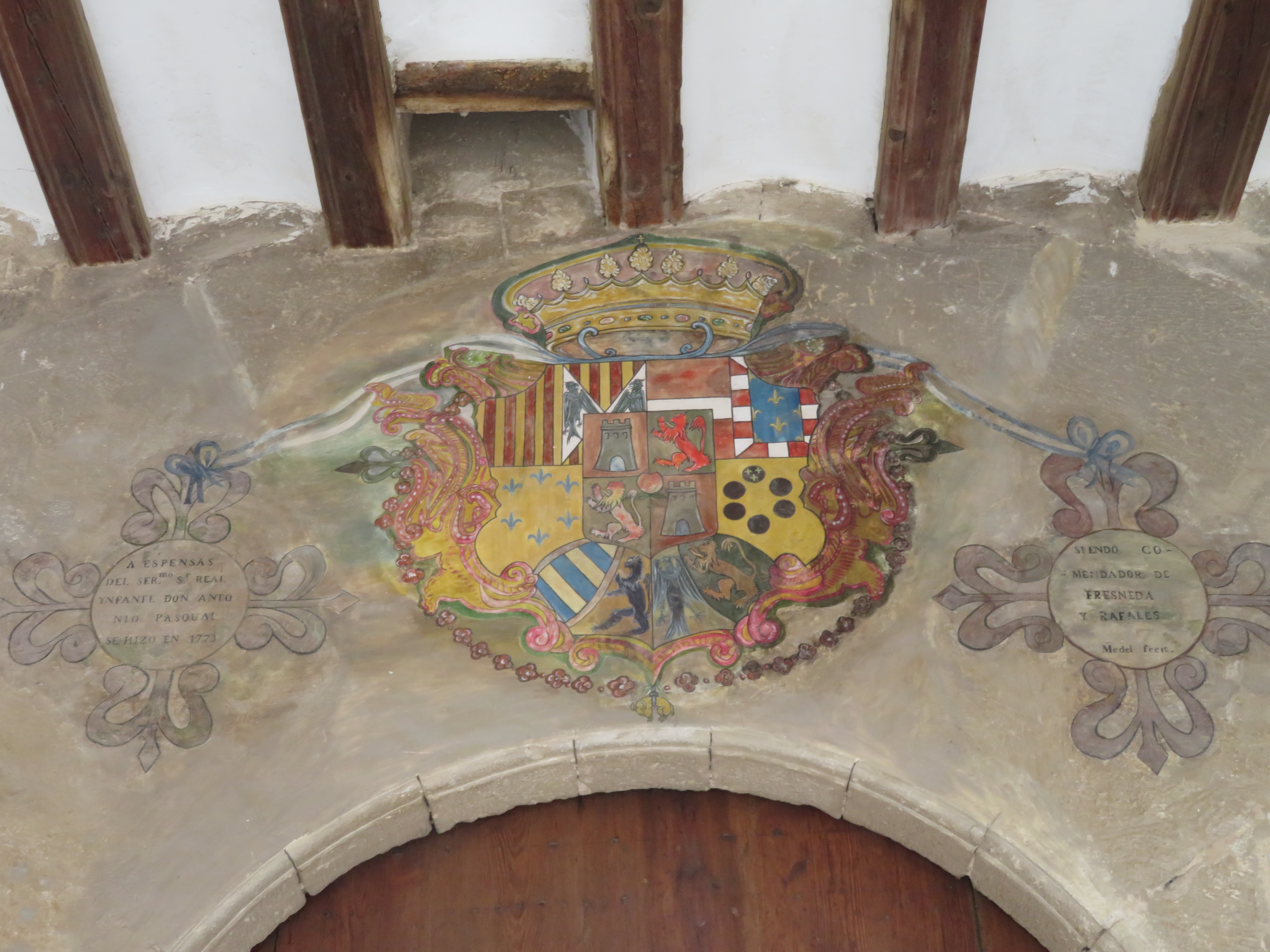
Blasón heráldico en el palacio de la Encomienda

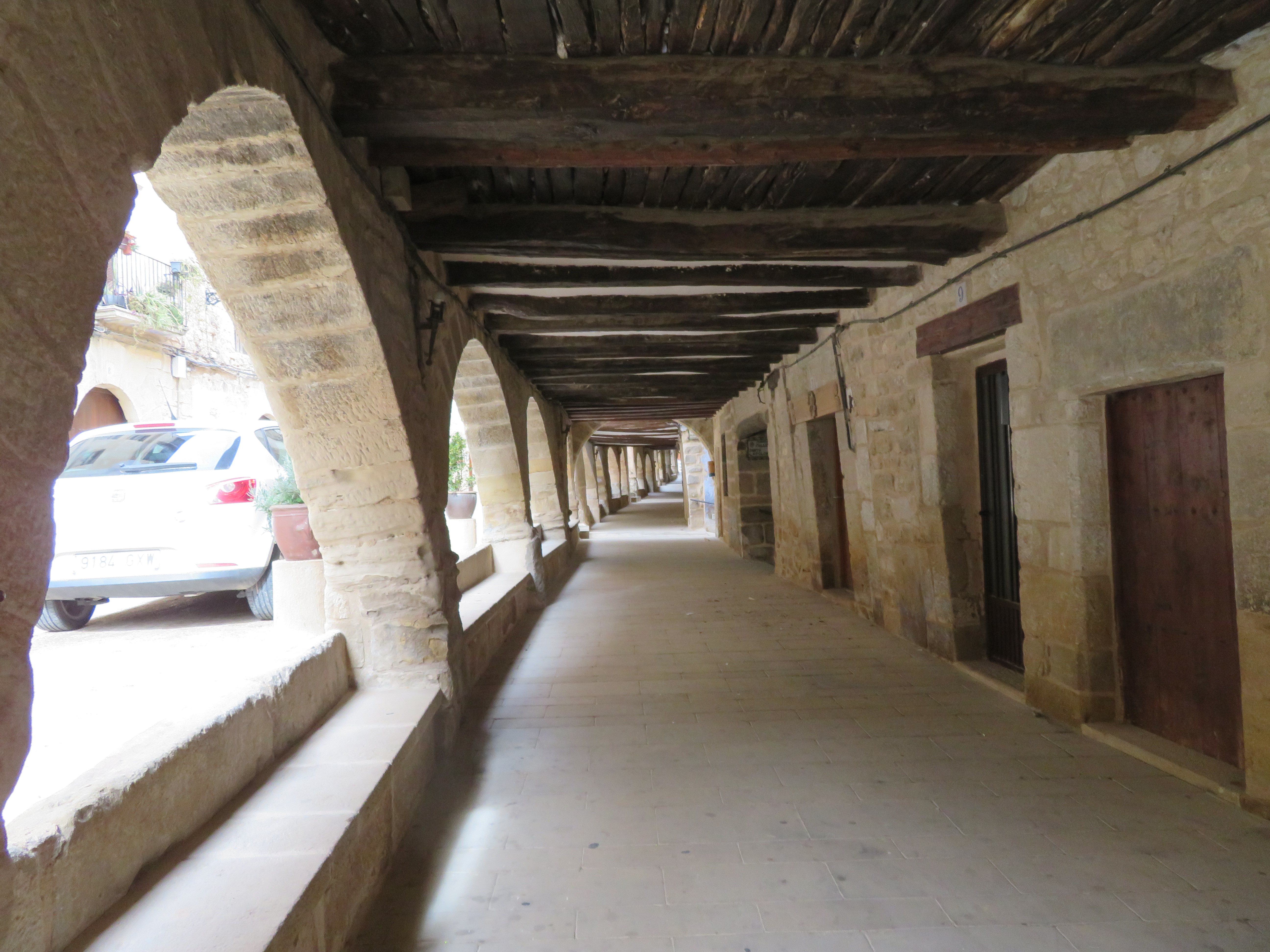
Soportales y porches de la calle Mayor

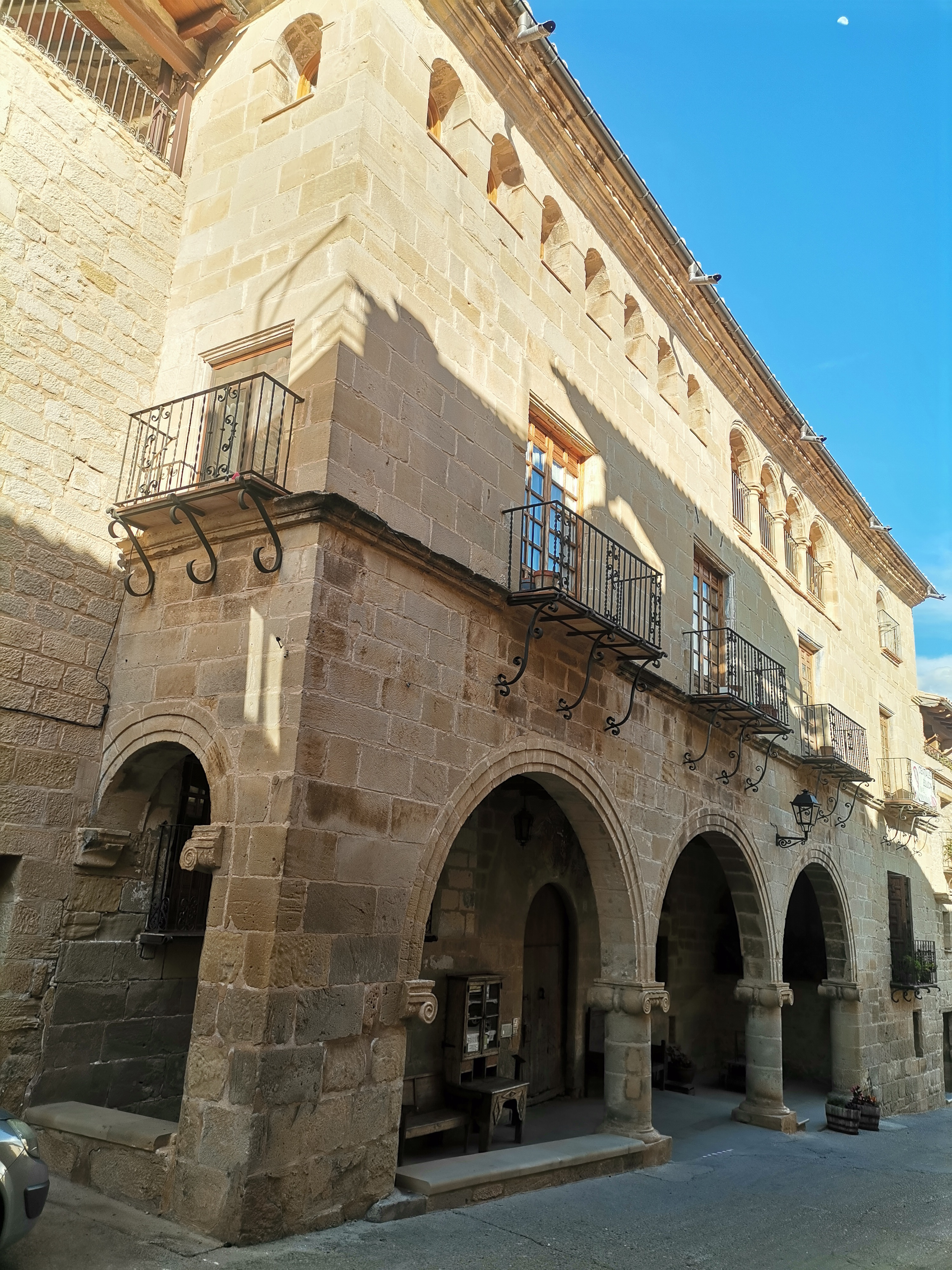
Casa palacio de la Encomienda

- Santuario de la Virgen de Gracia (siglo XVII). Situado a 5 km del casco urbano.
- Capilla del Pilar (siglos XVII-XVIII).
- Iglesia parroquial de Santa María la Mayor o Nuestra Señora de las Nieves (siglos XVI-XVII).
- Palacio de la Encomienda (siglo XVI).

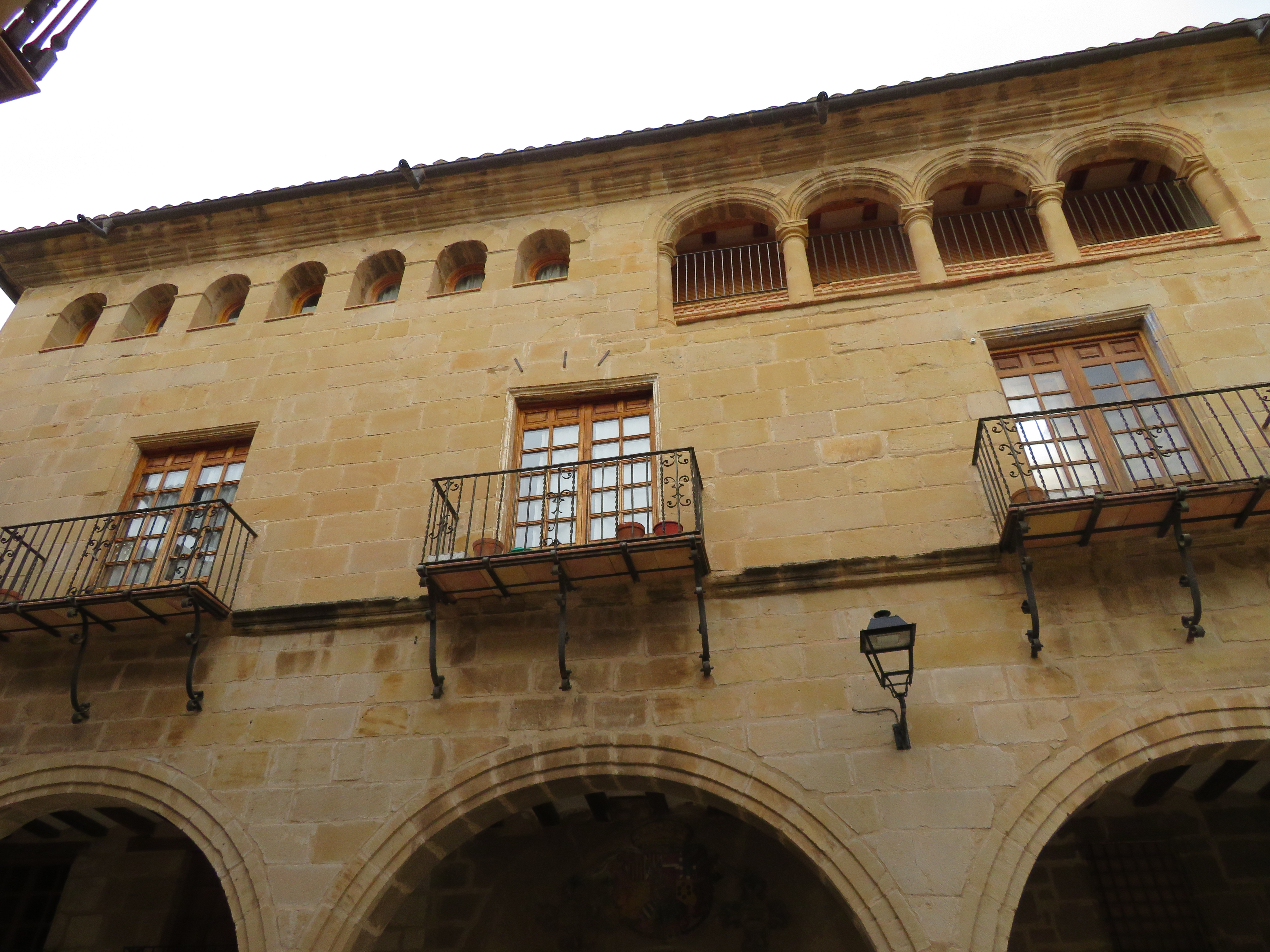
Palacio de la Encomienda

- Palacio de la EncomiendaMazmorras y cárcel de lujo (siglo XVI).
- Ermita de Santa Bárbara (siglo XVIII).

## Fiestas
- Enero
  - Día 5, Arrastre de Calderons por la mañana y cabalgata de los Reyes Magos por la tarde.
  - Fin de semana próximo al día 17, "Sant Antoni". La víspera por la tarde se enciende la hoguera y salen los Diablets.
- Febrero
  - Fin de semana más próximo al día 5, Santa Águeda
- Semana Santa
  - Viernes Santo. Al mediodía Rompida de la hora con tambores. A las 22h Procesión de la Dolorosa con canto de motetes y tambores.
  - Sábado Santo. Feria de Antigüedades, Numismática y Filatelia.
  - Domingo de Pascua. Feria de Artes y Oficios.
- Mayo
  - Primer sábado, romería al Santuario de la Virgen de Gracia.
- Agosto
  - Días 24, 25 y dos días más incluyendo el sábado. Fiestas Mayores dedicadas a San Bartolomé y San Felicísimo con numerosos actos.
- Septiembre
  - Día 8. La Virgen de Gracia, patrona de La Fresneda. Tradicional comida de la vaca.
- Diciembre
  - Puente de la Inmaculada. Plantà del Pi de Nadal.